# بخار محمص

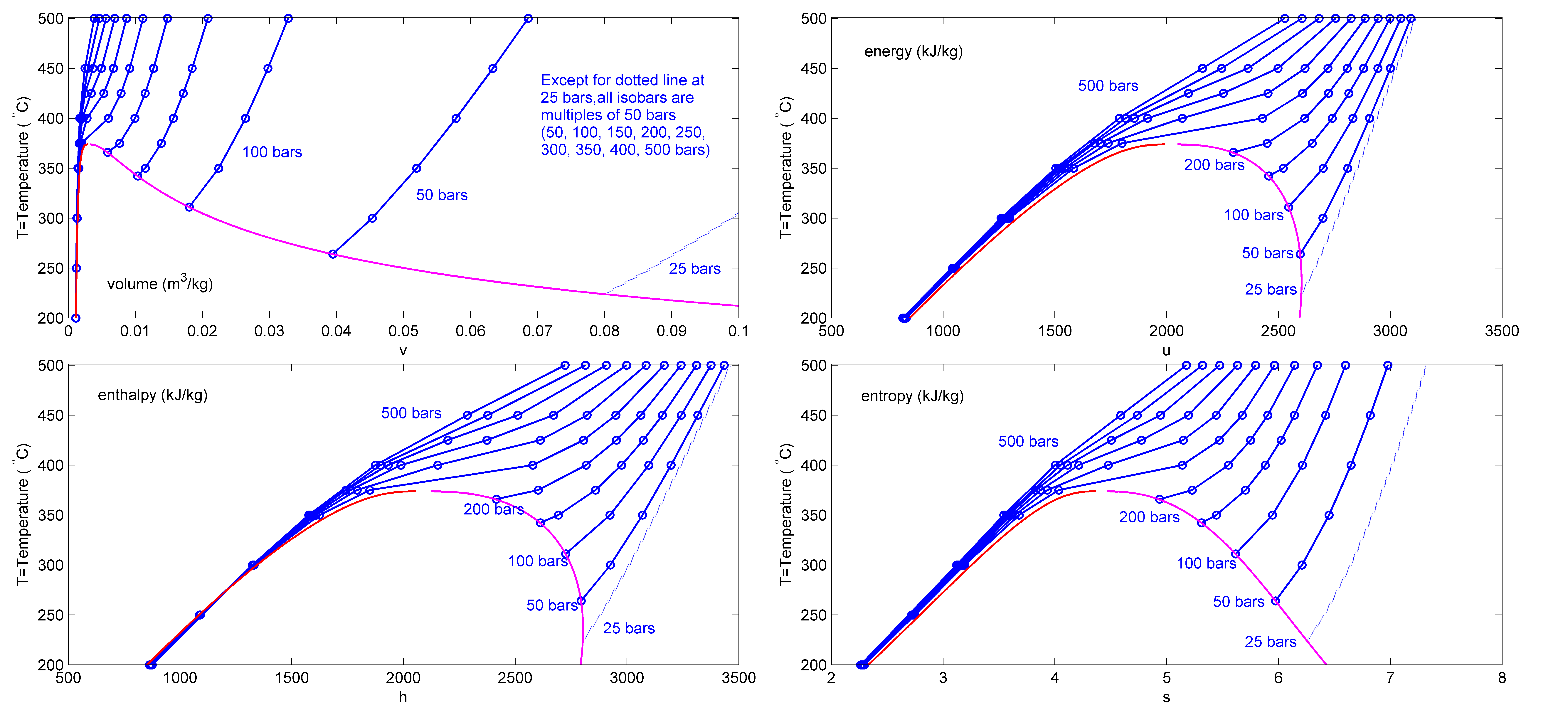

البخار المحمص (بالإنجليزية: Superheated steam)‏ هو بخار جاف درجة حرارته أعلي من درجة حرارة التشبع المناظرة للضغط الواقع عليه.

ولمعرفة خواصه بواسطة جداول البخار يلزم معرفة خاصيتين مستقلتين مثل الضغط ودرجة الحرارة.